# NGC 6027
NGC 6027是一個透鏡星系，Edouard Stephan在1882年發現這個星系。它是緻密星系群西佛六重星系中最亮的星系。

## 外部連結
- WikiSky上关于NGC 6027的内容：DSS2, SDSS, GALEX, IRAS, 氢α, X射线, 天文照片, 天图, 文章和图片